# Hypericophyllum gossweileri
Hypericophyllum gossweileri là một loài thực vật có hoa trong họ Cúc. Loài này được S.Moore mô tả khoa học đầu tiên năm 1916.